# 鵜澤正太郎
鵜澤 正太郎（うざわ しょうたろう、1997年1月22日 - ）は、日本の声優、俳優である。81プロデュース所属。

## 略歴
以前は劇団日本児童に所属していた。
2010年第1回ボウラープロジェクト審査員特別賞受賞。
その後、2018年4月より81プロデュースに所属して声優としての活動を始める。
2025年、第19回声優アワード新人声優賞を受賞

## 人物
趣味・特技はアコギ、ピアノ、ボイスパーカッション、ボウリング、スポーツ、歌、料理。
昔は合唱コンクールに誰よりも燃えており、音楽委員もしたり音楽委員長もしたり合唱コンクールで最優秀賞ももらったりしていた。すごく歌うことが好きで、音楽の授業も誰よりも前のめりでしていたが、合唱はバランスが大事のため、教師に「抑えて、抑えて」と言われ続けてきた。歌うことが好きになったきっかけは母と一緒によくカラオケに行っていたことだといい、宇多田ヒカルなどが好きだった。元々声が高かったため、キーの高い歌をずっと歌い続けていた。声変わりで低くなった時に、今まで歌っていた曲が全部歌えなくなり、それがすごく悔しく、猛烈に練習していたという。
姉が二人いる。

## 出演
太字はメインキャラクター。

### テレビアニメ
2018年
- アイカツフレンズ!（スタッフ、審査員、カメラマン）
- テレビ野郎 ナナーナ（その他メディア）
- ポチっと発明 ピカちんキット（2018年 - 2019年、上級生B、バッグマンC）
- 風が強く吹いている（2018年 - 2019年、高校生、東体大1年、大学生A）
- 青春ブタ野郎はバニーガール先輩の夢を見ない（生徒）
- カードファイト!! ヴァンガード（サンダーストーム・ドラグーン）
- キラッとプリ☆チャン（赤城一族）

2019年
- キラキラハッピー★ ひらけ!ここたま（野口たくま、藤野）
- MIX（男B、尾木）
- 爆丸バトルプラネット（2019年 - 2020年、ブローラーB、コーダ）

2020年
- 地縛少年花子くん（2020年 - 2025年、横尾瞬、生徒D） - 3シリーズ

- 2シリーズ
- メジャーセカンド（井之上）

2021年
- アイ★チュウ（観客A）
- アイカツプラネット!（スケーター）
- 不滅のあなたへ
- サクガン（ユーリ団B）

2022年
- プラチナエンド（男性A）
- ありふれた職業で世界最強 2nd season（魔人族兵士、魔神族、教会教徒、騎士）
- 遊☆戯☆王ゴーラッシュ!!（男の子、AD、観客A、男性、宇宙人A 他）
- 古見さんは、コミュ症です。（米谷忠釈）
- 妖怪ウォッチ♪（お店の客）
- デュエル・マスターズ WIN（2022年 - 2024年、斬札ウィン） - 2シリーズ
- リコリス・リコイル（リリベル）
- 弱虫ペダル LIMIT BREAK（観客）

2023年
- 最強陰陽師の異世界転生記（受験生男子2）
- REVENGER（市之丞）
- ひろがるスカイ!プリキュア（2023年 - 2024年、軽井沢あさひ）
- 江戸前エルフ（歌声）
- Fate/strange Fake -Whispers of Dawn-（ランガルの弟子）
- 川越ボーイズ・シング（2023年 - 2024年、出井天使〈だんぼっち〉）

2024年
- HIGH CARD（生徒）
- ゆるキャン△ SEASON3（柔道部）
- かつて魔法少女と悪は敵対していた。（コンビニの客）
- 女神のカフェテラス（男性客）
- メカウデ（直方、イマダ部下A、カガミグループ隊員）
- 放課後少年花子くん（佐藤）

2025年
- 特装合体ロボ ジョブレイバー（ポリスブレイバー、ユナイトポリスブレイバー）

### 劇場アニメ
- マイマイ新子と千年の魔法（2009年）
- 宇宙ショーへようこそ（2010年、佐藤清[13]）
- カラフル（2010年、クラスメイト）
- 映画 えんとつ町のプペル（2020年、町人）
- KING OF PRISM-Your Endless Call-み〜んなきらめけ!プリズム☆ツアーズ（2025年、ウシミツ[14]）

### Webアニメ
- 爆丸アーマードアライアンス（2020年 - 2021年、コーダ）
- アイドルランドプリパラ（ウシミツ[15]）
- 賭ケグルイ双（2022年、生徒たち）
- LUPIN ZERO（2022年、男生徒A）
- トミカヒーローズ ジョブレイバー 特装合体ロボ（2022年、ポリスブレイバー、ギガントポリスブレイバー [16]  [17]）
- MORE MORE JUMP! - Journey to Bloom『HOPE』（2023年、男性）
- Vivid BAD SQUAD - Journey to Bloom『RESOLVE』（2023年、観客）
- 25時、ナイトコードで。- Journey to Bloom『SELF』（2023年、男生徒）
- Duel Masters LOST（2024年 - 2025年[初出 9]、斬札ウィン[18][初出 10]） - 2シリーズ[一覧 4]

### ゲーム
2009年
- ファイナルファンタジーXIII（ドッジ・カッツロイ）

2012年
- ドラゴンクエストX 目覚めし五つの種族 オンライン（ジュッセ）

2017年
- CARAVAN STORIES（トリック）

2018年
- CRYSTAR -クライスタ-（ブルバキ、魂）

2019年
- WAR OF THE VISIONS ファイナルファンタジー ブレイブエクスヴィアス 幻影戦争（ルシオ）
- デュエル・マスターズ プレイス（嘆きの影ベルベットフロー、放浪の勇者ジージョ）

2020年
- ONE PUNCH MAN A HERO NOBODY KNOWS（アバター男）
- ディズニー ツイステッドワンダーランド（ハーツラビュル寮生、ポムフィオーレ寮生）
- Root Film（少年）
- この素晴らしい世界に祝福を!この欲望の衣装に寵愛を!（冒険者）

2021年
- BALAN WONDERWORLD（アッティリオ・カッチーニ）
- 鬼滅の刃 ヒノカミ血風譚（青年）
- タロット男子 〜22人の見習い占い師〜（チャンス・クレイエル）
- フットサルボーイズ!!!!! ハイファイリーグ（2年生部員）

2022年
- Horizon Forbidden West（イェフ、ゾッカ）
- eBASEBALLパワフルプロ野球2022（美一式高伊）
- モンスターストライク（2022年 - 2025年、ミーミル、カストル＆ポルックス〈カストル〉）

2023年
- アイドルランドプリパラ（ウシミツ）

2024年
- 廻らぬ星のステラリウム（タキ）

### ドラマCD
- 史上最強オークさんの楽しい種付けハーレムづくり（2020年、オルク[25]）
- 周辺男子 -Connectable Boys-（2020年、PC本体くん[26]）

### BLCD
- 愛は金なり（ボーイ）
- 溢れて、零れて、我慢できない（セフレ）
- 落果（あんず）

### 吹き替え

#### 映画（吹き替え）
- IT/イット THE END “それ”が見えたら、終わり。（コナー[27]）
- インフィニティ -覚醒-（オスカー）
- ウィークエンド・ファミリー（アクシス、ジョナス）
- X-MEN:ダーク・フェニックス（男子生徒1[28]）
- くるみ割り人形と秘密の王国（第6のポリシネル）
- グレイハウンド（通信兵1、信号員 ）
- ザスーラ（ウォルター〈ジョシュ・ハッチャーソン〉） - 金曜ロードショー版
- ザ・ファイブ・ブラッズ（フイ）
- サムワン・インサイド（マーカス）
- シティーハンター THE MOVIE 史上最香のミッション（ジョルダン）
- 12人のパパ（セス）
- ジョーズ2（少年） - BSテレ東版
- スーパーマン リターンズ（ジェイソン）
- スノー・バディーズ 小さな5匹の大冒険
- スパイダーマン3（少年）
- スペース・プレイヤーズ（幼いレブロン[29]）
- スワッガー（ムーサ）
- ダウト〜あるカトリック学校で〜
- ダンボ（少年）
- デュードが僕を強くした（ジェリー）
- トールガール（ウィル）
- ナイト ミュージアム（ニックの友人）
- ナショナル・トレジャー リンカーン暗殺者の日記
- ニックのいたずら（ドリアン）
- プロジェクト・パワー（トミーの友人）
- HOT SUMMER NIGHTS/ホット・サマー・ナイツ（語り手少年）
- M3GAN ミーガン（ブランドン〈ジャック・キャシディ〉）
- 名探偵ティミー（ゲイブ〈クリス・マルティネス〉）
- メリーハッピーとんでもホリデー（ショーンJr）
- モスキート・コースト（チャーリー）
- レイヴン〜クリスマスの贈りもの〜（ベン、エルフ）
- レジェンダリー・ストーン 巨神ゴーレムと魔法の石（ボブチュク）
- 私は世界一幸運よ

#### ドラマ
- インスティンクト -異常犯罪捜査-2（ジャスティン）
- NCIS: ニューオーリンズ（少年）
- エイリアンシッター ギャビー・デュラン（ジェイス）
- クープ&キャミ どっちがイイ?（ノア）
- クイーンズ・ギャンビット（2020年、ジョルジ）
- グランド・アーミー（イーライ）
- クリックベイト（カイ）
- ゴーストライター（ジェイク）
- ザ・クエスト エヴァレルムの勇者たち（ショーン）
- シドニーとがんばりマックス（ネッド）
- チャッキー（ジェイク）
- ディキンスン 〜若き女性詩人の憂鬱〜（トシアキ）
- ハイスクール・ミュージカル:ザ・ミュージカル（カルロス）
- 100日の朗君様（イソ兄）
- 保健教師アン・ウニョン（ジヒョン）
- 未来の大統領の日記（ボビー）
- ムーブ・トゥ・ヘブン: 私は遺品整理士です（ジョンウ少年）
- レイブンのウチはチョー大変!（ジャレッド）

#### アニメ
- リセス 〜ぼくらの休み時間〜
- ターザン2（2005年、タントー）
- リトル・アインシュタイン（2006年 - 2007年、レオ）
- ミッキーマウスとロードレーサーズ（2017年、ルーク）
- Apex Legends13トレーラー（スケップティック、ファン）
- ワンス・アポン・ア・スタジオ -100年の思い出-（2023年、ピーター・パン）
- ウィッシュ（2023年）
- 烈火澆愁（2024年）
- 百妖譜（2024年、化蛇〈少年・青年〉）

### テレビ番組
- SMAP×SMAP（2004年、フジテレビ）
- ウチの夏フェス+ フレッシュ夏フェス隊
- どーもくんファミリー（こうもりもりお）
- ガラピコぷ〜（オタマジャクシ三兄弟 センセン）

### 映画
- 天国への手紙（2003年）
- ベルナのしっぽ（2006年9月30日公開） - 元永隆太 役
- 鈴木先生（2012年）

### オーディオブック
- GJ部 シリーズ（四ノ宮京夜）
  - 1巻（2019年[30]）
  - ◎巻（2020年[31]）
  - ういーくりー（2022年[32]）
- 羽月莉音の帝国（2020年、羽月巳継[33]）
- 史上最強オークさんの楽しい種付けハーレムづくり（2020年、朗読、オルク[34]）
- 犬と魔法のファンタジー（2021年、ヤンゴーン ほか[35]）
- ヴァンパイア探偵 禁断の運命の血（2021年、敦賀[36]）
- むしめづる姫宮さん（2022年、朗読、有吉羽汰[37]）
- 路地裏に怪物はもういない（2022年、夏野幽[38]）
- 負けヒロインが多すぎる！1-4（2023、2024年、朗読、温水和彦[39]）

### デジタルコミック
- comicoボイスコミック おとなりさん以上かぞく未満（2019年、神園真弥[40]） - アプリのみで配信

### CM
- ベネッセ「チャレンジ1年生」
- バンダイ「変身スーツ」
- デンソー「クルマの未来を見に行こう!篇」
- マクドナルド「ハッピーセット」

### イベント
| 出演日         | タイトル                                                                                                | 会場                           |
| -------------- | --- | ------------------------------ |
| 2020年9月19日  | 鵜澤正太郎・榊原優希〇欲男子栽培中！お待たせしました！第1回単独リアル＆オンラインイベント in 東京大手町 | 大手町サンケイプラザ（東京都） |
| 2021年9月18日  | 鵜澤正太郎・榊原優希〇欲男子栽培中！ 「とのまるバースデーフェスタ２０２１」                             | 大手町サンケイプラザ（東京都） |
| 2022年1月22日  | 鵜澤正太郎・榊原優希〇欲男子栽培中！"公開生配信&ビンゴ大会"イベント                                     | 大手町サンケイプラザ（東京都） |
| 2022年5月21日  | 鵜澤正太郎・榊原優希〇欲男子栽培中！ 〜欲祭2022・春！                                                   | 大手町サンケイプラザ（東京都） |
| 2022年12月11日 | とのまる☆ここキャン クリスマスだよ合同イベント                                                          | 中野セントラルパーク（東京都） |
| 2023年6月11日  | 鵜澤正太郎・榊原優希〇欲男子栽培中！ 欲祭2023夏                                                         | 中野セントラルパーク（東京都） |
| 2024年1月28日  | 鵜澤正太郎・榊原優希〇欲男子栽培中 欲祭2024冬                                                           | 中野セントラルパーク（東京都） |
| 2024年8月3日   | 鵜澤正太郎・榊原優希〇欲男子栽培中！ 〜欲祭2024・夏！                                                   | スタジオK（東京都）            |
| 2025年2月9日   | 鵜澤正太郎・榊原優希〇欲男子栽培中！ 〜欲祭2025冬                                                       | スタジオK（東京都）            |

### ライブ
| 出演日        | タイトル                                                         | 会場                           |
| ------------- | ---------------------------------------------------------------- | ------------------------------ |
| 2022年12月4日 | プリパラ&キラッとプリ☆チャン＆ワッチャプリマジ! Winter Live 2022 | 幕張メッセ（東京都）           |
| 2023年3月4日  | DARK NIGHTMARE1st EVENT 俺たちとバキろうぜ‼︎ by IdolLandPripara   | 大手町三井ホール（東京都）     |
| 2023年9月23日 | プリパラフレンドシップオータムライブ2023                         | J:COMホール八王子（東京都）    |
| 2024年2月25日 | DANPRI FESTIVAL                                                  | 文京シビックホール（東京都）   |
| 2024年4月20日 | プリパラフレンドシップメモリー                                   | 立川ステージガーデン（東京都） |
| 2025年4月15日 | ひみつのアイプリ×プリパラ プリ♡プリライブ                        | 立川ステージ（東京都）         |
| 2025年4月29日 | 「LIVE! LIVE! 81!」vol.1                                         |                                |

### ラジオ
※はインターネット配信。
- 鵜澤正太郎と榊原優希の◯欲男子栽培中!（2019年 - 、ニコニコチャンネル※・YouTubeベルガモチャンネル※[41]）

### 舞台
- 義経千本桜（2003年）
- コロッケ奮闘公演
- お気に召すまま（2007年） - 小姓 役
- WITH by IdolTimePripara（2020年12月10日 - 12日、Zepp DiverCity） - ウシミツ 役[42]
- 朗読劇 彼女が好きなものはホモであって僕ではない（2021年9月3日、草月ホール） - ファーレンハイト 役
- 舞台 紅絵巻(2024年5月24日 -  26日、新宿LIVE村) - 麗央 役
- 音楽朗読劇 仮面の男 〜アレクサンドル・デュマ・ペール「ダルタルニャン物語」より〜（2025年3月6日、博品館劇場） - ポルトス 役 他[43][44]
- 朗読劇フォアレーゼン　面会（2025年5月15日、メセナホール）

### その他
- 東京ディズニーリゾート（ピーター・パン）

## ディスコグラフィ

### キャラクターソング
| 発売日         | 商品名                                       | 歌             | 楽曲              | 備考                                                                            |
| -------------- | -------------------------------------------- | -------------- | ----------------- | ------------------------------------------------------------------------------- |
| 2024年11月13日 | プリパラ ソング♪コレクション Melody Moments! | DARK NIGHTMARE | 「DARKNESS SOUL」 | 舞台『WITH by IdolTimePripara』挿入歌 Webアニメ『アイドルランドプリパラ』挿入歌 |

### シリーズ一覧
1. ↑  第1期（2020年）、第2期『2』第1クール（2025年）、第2期『2』第2クール（2025年）
2. ↑  第1期（2020年）、第2期『2』（2025年）
3. ↑  第1期（2022年 - 2023年）、第2期『決闘学園編』（2023年 - 2024年）
4. ↑  第1期『〜追憶の水晶〜』（2024年）、第2期『〜月下の死神〜』（2024年 - 2025年）

### 初出話一覧
1. 1 2  第2期 第1話初出
2. ↑  第1期 第7話初出
3. ↑  第17話初出
4. ↑  第12話初出
5. 1 2  第1話初出
6. ↑  第15話初出
7. ↑  第3話初出
8. 1 2  第5話初出
9. ↑  第2期 第2話初出
10. ↑  第1期 第1話初出

### ユニットメンバー
1. ↑  大江戸シンヤ（河合健太郎）、ウシミツ（鵜澤正太郎）